# Выборы в Национальный совет Бутана (2013)
Выборы в Национальный совет Бутана прошли 23 апреля 2013 года. Было зарегистрировано 67 кандидатов, из которых были избраны 20 членов Национального совета. Все кандидаты были беспартийными, так как члены Национального совета не имеют права входить в политические партии. В двух дзонгхагах Дагана и Трашиганг было представлено лишь по одному кандидату, поэтому избирателям была дана возможность голосовать против, оба они были избраны.
День выборов был объявлен нерабочим днём, границы страны были закрыты.

## Избирательная система
Национальный совет Бутана состоит из 20 членов, избираемых по одномандатным округам, и 5 членов, назначаемых королём Бутана.
Регистрация кандидатов проходила до 31 марта, а избирательная кампания проводилась с 1 по 21 апреля.